# Église de Kitinoja
L'église de Kitinoja (finnois : Kitinojan kirkko) est une église luthérienne  située dans le village Kitinoja de la commune de  Seinäjoki en Finlande. 